# Scaldwell
Scaldwell – wieś w Anglii, w hrabstwie Northamptonshire, w dystrykcie (unitary authority) West Northamptonshire. Leży 13 km na północ od miasta Northampton i 107 km na północny zachód od Londynu. Miejscowość liczy 271 mieszkańców.